# Matrimonio en las novelas de Jane Austen

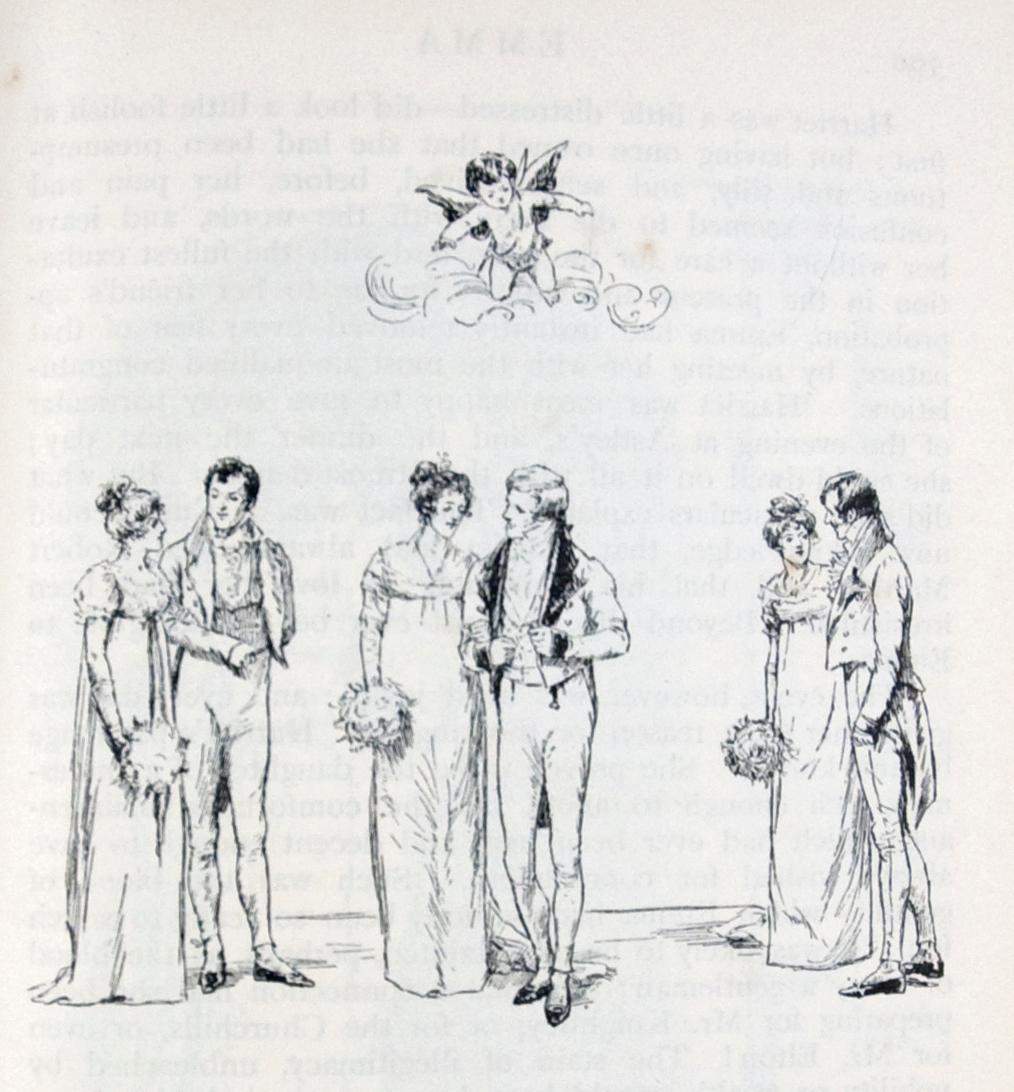
Tres matrimonios confluyen en Emma: Jane Fairfax y Frank Churchill, Emma Woodhouse y Mr. Knightley, y Harriet Smith y Robert Martin (Chris Hammond, 1898).

El Matrimonio en las novelas de Jane Austen,  tema central de Orgullo y prejuicio, es un tema importante en todas las demás novelas de Jane Austen. Los trabajos escritos de Austen presentan una visión crítica de los matrimonios de conveniencia, que sin embargo eran una norma en su tiempo, y de las bodas de plata, incluso satíricas, que ofrece a sus protagonistas como un matrimonio de amor, conclusión habitual en las novelas románticas del siglo XVIII y en las comedias de costumbres. Pero en su caso, el amor es «razonable», es más que el amor apasionado, y, si siempre se presenta antes que el dinero, los sentimientos y la situación financiera se equilibran armoniosamente. 
En el desarrollo de este tema, Jane Austen permanece  arraigada en la realidad de su tiempo y participa, a su manera, en los vivos debates que plantea entonces el tema, entre escritores conservadores como Hannah More, Jane West, Hugh Blair o James Fordyce, y partidarios de la emancipación de las mujeres, como Mary Hays o Mary Wollstonecraft. En la sociedad georgiana rígida, las mujeres tenían una situación precaria: no reconocidas como un sujeto independiente por el derecho consuetudinario, generalmente estaban sujetas a la autoridad masculina del padre, hermano o esposo, de quienes dependía financieramente. La mujer, a menos que tuviera una posición elevada y una considerable fortuna personal, se vería socialmente devaluada cuando fuera joven, ya que el estatus de mujer casada era siempre superior al de soltera. El daño legal, por su parte, venía dado por el hecho de que la herencia casi siempre se transmitía a un heredero varón. En su mayor parte, un matrimonio «bueno» era la única manera de obtener o mantener un lugar honorable en la sociedad y de estar a salvo de dificultades financieras. De esta manera se alentaba a las jóvenes a «cazar al marido», promocionándose en el «mercado del matrimonio» por su belleza y sus cualidades, talentos que le permitirían más tarde honrar a su marido, aunque también tenían que ser prudentes sobre el estatus y la salud económica del hombre que pediría su mano.
Sin ir tan lejos como para criticar abiertamente la situación injusta de las mujeres, Jane Austen desarrolla una filosofía personal de un «buen» matrimonio  y las condiciones que lo permitirán. Observadora atenta de su tiempo, y ella misma en la situación financiera mediocre de la mayoría de sus heroínas, ofrece al lector un espejo de los comportamientos de su clase social mediante la organización en escena de muchos personajes secundarios casados cuya unión se considera un punto de vista femenino, como si quisiera presentar todos los casos que se le ofrecen a una joven en edad de casarse y rango: los matrimonios basados únicamente en la pasión del amor no son felices, los de conveniencia, especialmente cuando se basan únicamente en consideraciones mercantiles, no son mucho más satisfactorios. También rechaza dos ideas recibidas sobre el amor en la literatura de ficción: el ideal del amor a primera vista y la imposibilidad de amar muchas veces. A medida que se desarrolla la historia, la heroína se involucra en lo que será el matrimonio perfecto para ella, el matrimonio ideal: una unión fundada en el afecto y el respeto mutuos, un apego profundo pero racional, emocional e intelectualmente equilibrado pero económicamente viable, con un hombre que tiene una afinidad con sus pensamientos y gustos, y que ella ha tenido tiempo para conocer y apreciar, independientemente de su origen social y su situación financiera.

## Importancia social del matrimonio para una mujer
Las mujeres solteras tienen una terrible propensión a ser pobres, lo cual es un argumento muy serio para contraer matrimonio.

### Un celibato femenino no considerado

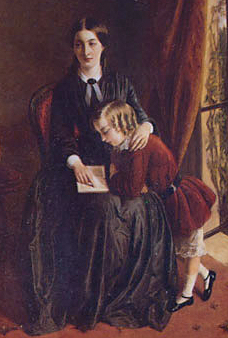
Ser una institutriz era el único trabajo honorable para una joven pobre y bien educada.

En todas sus novelas, Jane Austen enfatiza la delicada alternativa de las mujeres de su clase social, la pequeña aristocracia: casarse o permanecer dependiente de su familia. El matrimonio es la forma normal, casi la única, de liberarse de la tutela parental, ya que la mujer, en la ley inglesa, no es reconocida como un sujeto independiente. Se sujeta por ley a su marido cuando se casa y cuando no lo hace, es la familia, su padre, en general, quien gestiona su interés. Pero en un momento en que, debido a la situación política, el número de mujeres supera con creces el de los hombres, partidos «aceptables» son pocos, y encontrar un marido es una preocupación que se vuelve fácilmente obsesiva.  Por otra parte, como el valor de una mujer dependía de su «capacidad matrimonial» —marriageability es el principal criterio de valor femenina—, ser solterona por lo general se consideraba una difícil situación: en primer lugar, para la joven, sobre todo si no tenía hermanos o padre, para mantenerla, como se muestra en la posición en el borde de la pobreza de la señorita Bates en Emma; sino también para la familia que la mantiene dependiente. En Orgullo y prejuicio el narrador evoca un alivio para los hermanos de Charlotte Lucas a la idea de que no tendrán que ganarse la vida en el futuro, lo que habría sido el caso si hubiera permanecido soltera: «Los chicos fueron relevados de su aprehensión de que Charlotte muriera una solterona.» El matrimonio era una manera para una mujer de la gentry, de asegurar su bienestar material.
La precariedad de la situación de la soltera como el de una viuda, es una realidad de la época. A la muerte de su padre sus recursos eran drásticamente disminuidos, y ella no tenía ningún medio para ganarse la vida, salvo hacer de institutriz o ama de llaves, si tenía los conocimientos requeridos, como Emma, por ejemplo, pero es una situación subalterna, apenas superior a la de una criada, difícil de soportar para una mujer de la clase media. Cualquier otro trabajo remunerado se considera aún más degradante. Posiblemente puede ser seleccionada como una dama de compañía, como durante un tiempo fue la posición de Fanny Price con su tía Lady Bertram en la novela Mansfield Park, o la de la viuda Sra. Clay en Persuasión. Ella podía mantener la casa con su hermano aún soltero, pero si él se casara, corría el riesgo de ser maltratada o incluso expulsada de la casa por una cuñada perversa. Es más o menos el destino de la señora Dashwood y sus hijas —personajes de Sense and Sensibility—, obligadas a dejar la comodidad de Norland por una vida mediocre en una cabaña. La falta de dinero, la imposibilidad de viajar, el pequeño número de vecinos «frecuentables», sin embargo, reducen las posibilidades de encontrar un marido.

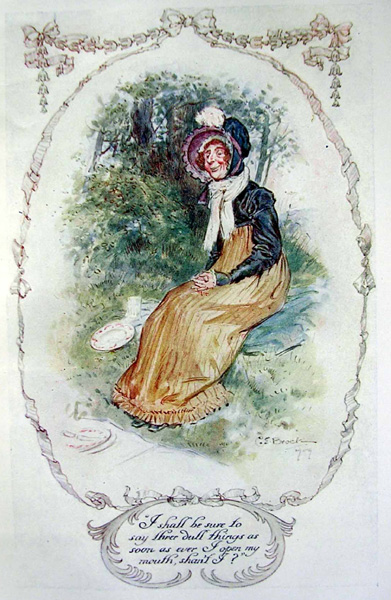
«Una soltera ya mayor como Miss Bates corre el riesgo de ser ridícula y desagradable». (Charles E. Brock, ilustrador, 1909).

La condición social de las mujeres dependía tanto del matrimonio, que cuando obtuvieron el derecho al voto en las elecciones legislativas de 1918, se propondrá excluir a las chicas mayores porque «no habían logrado complacer o atraer compañeros». El estado de soltera es por lo tanto inferior al de una mujer casada, ya que Lydia,(16 años) recién casada con George Wickham, que se pone a la derecha de su madre, lugar habitual de su hermana mayor, la señorita Bennet (23 años), exclamando con una mezcla de ostentación y ansiedad: «¡Oh, Jane! Ahora tomo tu lugar, y me lo tienes que ceder, ¡porque estoy casada!».)> Del mismo modo, al final de Persuasion, Mary Musgrove, aunque «honrada de tener una hermana casada, [...] bien puede tener que sufrir, cuando se reúnan, por ver a Anne Elliot restaurada en sus derechos relacionados con la edad».
Emma Woodhouse es la única heroína austeniense
capaz de considerar serenamente la posibilidad de quedarse soltera porque ella no necesita casarse para fortalecer su estado social: es rica, independiente, su padre la deja libre para llevar su casa en Hartfield a su conveniencia. No tiene ningún deseo autoridad de un marido, como lo afirma a la joven e ingenua Harriet Smith, a quien le asegura que una soltera pobre (como Miss Bates) corre el riesgo de ser una vieja solterona ridícula y desagradable, pero que una soltera rica (como ella) es siempre respetable y puede ser tan inteligente y amable como cualquier otra persona. Esta es la vanidad estúpida de la señora Elton, la esposa del pastor a quien ella debe dar prioridad —ya que está casada—, que comienza a cambiar de opinión. «Fue casi suficiente para que quisiera casarse»", dice la narradora.
Así, desde el punto de vista social, los dos temas del matrimonio y el dinero se entrelazan inextricablemente: si una mujer no tiene una fortuna personal, es imprescindible que se case con un hombre con un ingreso confortable. En todas sus novelas, Jane Austen presenta el recorrido psicológico de sus heroínas para resolver este problema de una manera aceptable para su felicidad y realización personal, en el fondo, con una luz realista sobre la vida matrimonial de muchos personajes secundarios.

### El matrimonio, una fuente de seguridad financiera
El dinero y el matrimonio es una norma social perfectamente admisible, aunque escritoras tan diferentes como Mary Wollstonecraft, en A Vindication of the Rights of Woman en 1792 o Jane West, en Letters to a Young Lady en 1801, compararlo a una especie de «prostitución legal», y que podría ser hoy un trato mercantil: en Orgullo y prejuicio, únicamente Elizabeth Bennet se sorprende al ver a su amiga Charlotte Lucas no dar su concepción idealista de matrimonio y aceptar atar su vida al estúpido e insoportable Collins. La señora Bennet no se interesa por el aspecto financiero de la unión de sus dos predecesores, ya que, sin duda, ella ha sido seducida por encima de todo en su propia boda, por las 2000 £ anuales de renta del Sr. Bennet: para ella, la felicidad conyugal se mide exclusivamente en términos financieros y en signos visibles de éxito social; así reducido el matrimonio de Elizabeth a las únicas ventajas materiales que le permite: un bolso personal bien lleno, joyas, equipajes, una residencia en Londres, en resumen, según ella, «todo es de lo más agradable!». De hecho, para la mayoría de las personas, un «buen matrimonio» es principalmente un matrimonio económicamente significativo: en Sentido y Sensibilidad, Willoughby necesita 50,000 £ de Miss Gray (2,500 £ por año al 5%) para continuar llevando la misma forma de vida costosa; en Mansfield Park, Maria Bertram es seducida por 12,000 £ al año y la mansión londinense de John Rushword; el general Tilney, rico propietario de La abadía de Northanger, insta a su hijo menor, Henry, a cortejar a Catherine Morland, siempre que él crea que es una rica heredera.
Un «buen» matrimonio también permite ampliar la base financiera y social de una familia. Esto es para aumentar la potencia y fortalecer los lazos ancestrales de las dos familias que lady Catherine de Bourgh quiere unir a su hija y a su sobrino Darcy, mientras que la señorita Bingley sueña en ver a su hermano casado con Georgiana Darcy, que consolidaría la reciente promoción Bingley y le daría más oportunidades de seducir al rico propietario Fitzwilliam Darcy de Pemberley. John Dashwood, por su parte, habría visto bien a su media hermana Elinor casarse con el coronel Brandon, de los cuales aprecia conocer los ingresos y las propiedades. Además, cuando se casó con Edward Ferrars, expresó su «decepción» por ver escapar de la familia el más bello bosque arboleda del condado de Dorset, el de Delaford Hanger, y sugiriendo que, tal vez, podría «dar una oportunidad a Marianne...» Sir Thomas exilió a Fanny Price, su sobrina díscola, a Portsmouth, con la esperanza que unos meses lejos de la comodidad y el refinamiento al que estaba acostumbrada en su casa —un poco de abstinencia de las elegancias y lujos de Mansfield Park...— «ella se inclinaría a una más justa estimación del valor» de la oferta de Henry Crawford: «un hogar definitivamente asegurado y de igual confort que ella tenía». A sus ojos es un buen partido (4,000 £ de ingresos) y una oportunidad inesperada para su sobrina.
El umbral financiero que distingue a una buena parte de un buen matrimonio es sin embargo muy variable según los personajes: en Sentido y Sensibilidad, la discusión entre Elinor y Marianne Dashwood sobre sus respectivas expectativas es ilustrativa: Marianne, espera que el matrimonio —que está considerando en ese momento con Willoughby— una cierta facilidad, estima que es «justo lo necesario» entre 1800 £ y £ 2,000 al año, mientras que para la prudente Elinor 1,000 £ sería una «riqueza». Esto es lo que su respectiva boda finalmente traerá: Elinor y Edward Ferrars vivirán en Delaford con poco más de 600 £, y Marianne, casada con el coronel Brandon, aprovechará 2000 £ de la finca. La loca Lydia Bennet, para quien la felicidad en el matrimonio consiste simplemente en estar unida al hombre de quien está enamorada, es la única que no se preocupa por el ingreso disponible de su hogar futuro. Nadie más se casa sin al menos un confortable mínimo vital.

### El matrimonio como medio para asegurar su base social

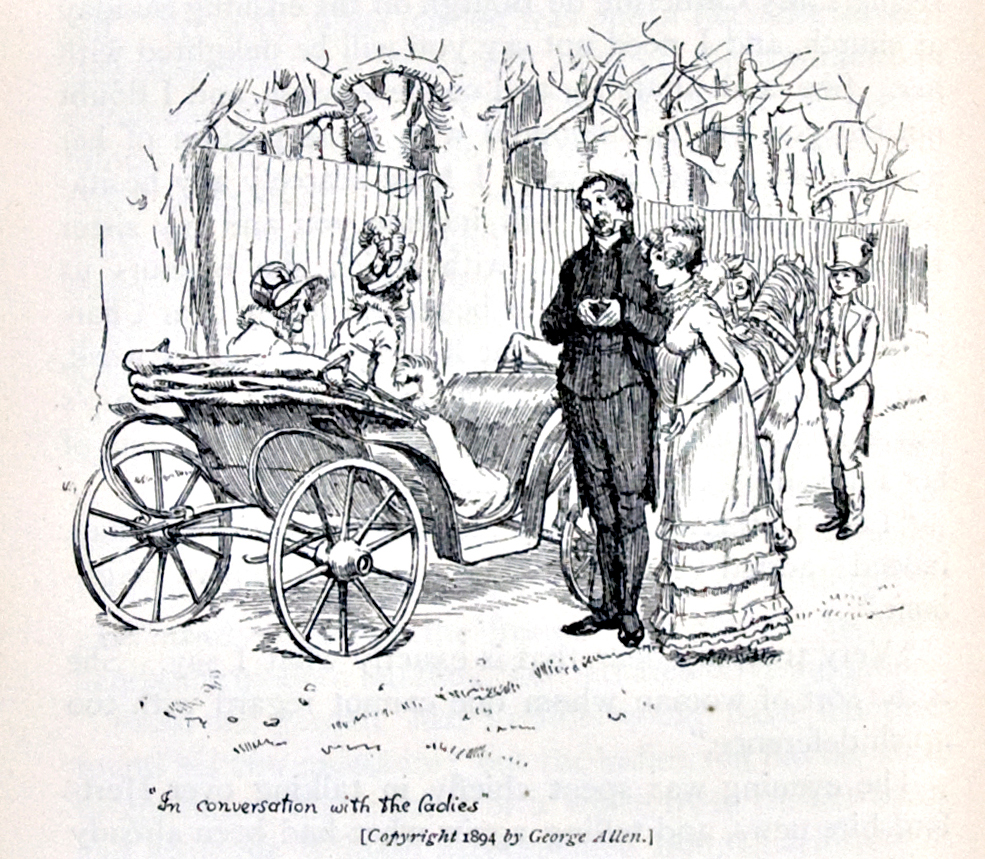
Charlotte Lucas ha tomado hábilmente la medida de la situación social de su marido a la sombra de Rosings Park (Hugh Thomson, 1894).

Esto es particularmente notable en Mansfield Park, donde Jane Austen muestra la divergencia de los partidos de segunda generación, cuando las hermanas se casaron en esferas sociales muy diferentes: Fanny Price, cuya madre hizo un matrimonio de amor con un teniente de marines sin futuro, es una prima pobre criada por la caridad en la familia de su tío el rico Sir Thomas, y que nunca debe olvidar que «ella no es una Bertram». Fue solo la bancarrota moral de sus hijas lo que llevó a Sir Thomas a apreciar la conducta de Fanny y, finalmente, considerándola como su hija, aprobar su matrimonio con Edmund, su hijo menor. Anteriormente, había sido un gran apoyo para la elección hecha por su hija mayor de un joven tonto, descendiente de una vieja familia, los Rushworth, por la posibilidad de consolidar su posición en la región y en el parlamento. En  Emma, Franck Churchill no se mofa al casarse con Jane Fairfax, pobre, pero hija de un oficial que murió en el campo de honor. Y Harriet Smith, la joven hija ilegítima, gana un estatus social honorable casándose con Robert Martin, dueño de una granja en la tierra de Donwell Abbey.
En Orgullo y prejuicio, novela donde el tema del matrimonio más se desarrolla, Charlotte Lucas es la más sensible a este rol de  elevación social del matrimonio: no oculta que tomó medida de los ingresos del Sr.Collins, sin embargo, no están especificados por la narradora. Solo señala una hermosa casa y un ingreso bastante suficiente, pero especialmente su posición social y sus relaciones. En los viejos tiempos, le había dicho un poco cínicamente a Elizabeth:«Cuando [Jane] esté segura de que [Bingley] no escapará de ella, entonces tendrá mucho tiempo para enamorarse tanto como quiera.» Antes de agregar un comentario de una sabiduría algo desilusionada sobre la posibilidad de encontrar la felicidad en el matrimonio: el carácter de las personas antes de su boda no augura lo que será en el futuro, es mejor no saber de antemano los defectos de aquel con quien uno se compromete de por vida. Esta profesión de fe ha sido tomada en serio por Elizabeth quien condena enérgicamente el compromiso de su amiga, mientras que Jane, más prudente, entiende y disculpa, consciente de la vulnerabilidad social de Charlotte Lucas y del cambio que representa para ella el matrimonio, que le asegura una buena posición social. Además, si Charlotte no escapa a la ironía del narrador, ella no es condenada formalmente por Jane Austen, cuya situación financiera no era tan diferente. Esta es una realidad tristemente común en el momento: el «mercado del matrimonio» está atestado de hijas solteras pobres a expensas de sus padres, cuyo sueño es solo tener un confortable hogar.
Al casarse con el Sr. Bennet, un pequeño terrateniente, la señorita Gardiner, la hija de un abogado, ya se había elevado en la escala social; casarse con Bingley y Darcy, Jane y Elizabeth Bennet continúan esta subida social; pero es Elizabeth quien logra el ascenso social más espectacular, pasando al reino superior, el de los grandes terratenientes y aristócratas, incluso si ella realmente no cambia su estado: su padre es, como Darcy, un gentleman, miembro de la gentry.

### Peso de la familia

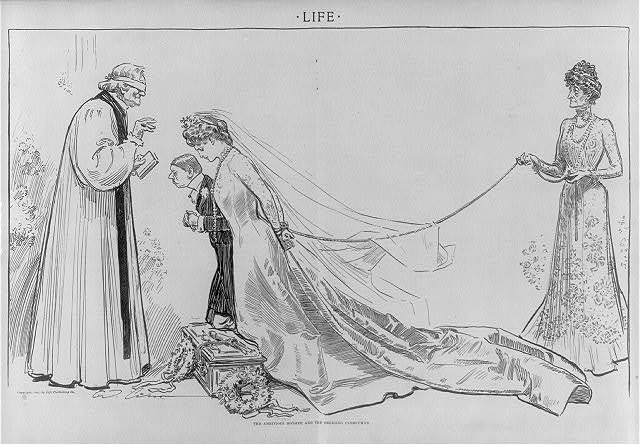
Una madre ambiciosa puede forzar a su hija a un matrimonio. Caricatura de Charles Dana Gibson (1902).

Como recuerda Katrin Schmidt, «los hijos traen dinero a la familia, mientras que las chicas solo se lo llevan», por lo que se considera normal para las familias que tengan algo que decir en este negocio. El matrimonio puede ser desaprobado o evitado por una parte de la familia, cuando no lo encuentra lo suficientemente ventajoso. Jane Austen conocía esta situación personalmente. Le contó a su hermana sobre su reunión en diciembre de 1795 con el joven Tom Lefroy, su «amigo irlandés». Ella tenía veinte años y él era únicamente tres semanas más joven que ella. En enero de 1796 la familia eliminó rápidamente al joven porque no podía permitir que se casara con una chica sin fortuna. Se encuentran ecos en todas sus novelas, sobre todo en los personajes principales de Sentido y sensibilidad, la señora Ferrars deshereda a su hijo mayor, Edward, que se niega a casarse con una heredera, y no facilita su matrimonio Elinor Dashwood; en Orgullo y prejuicio lady Catherine de Bourgh quiere evitar que su sobrino se case con Elizabeth Bennet y la señorita Bingley que su hermano contraiga matrimonio con Jane Bennet; en La abadía de Northanger el general Tilney prohíbe a su hijo Henry volver a ver a Catherine Morland cuando él piensa que ella es pobre; en Persuasión, Lady Russell convence a Anne Elliot para romper su compromiso con Frederick Wentworth, cuya fortuna todavía tiene que hacer.
A veces esta situación se evoca a través de intrigas secundarias. Por lo tanto, vemos que Darcy impidió a Wickham controlar la dote de su hermana Georgiana y el tutor de la señorita King la llevó a Liverpool para descartarla del «cazafortunas» joven; en la novela Emma, Frank Churchill mantiene en secreto su compromiso con Jane Fairfax, conociendo las ideas de grandeza de su tía, la Sra. Churchill. John Dashwood se queja a su media hermana Elinor de la conducta, que el considera incalificable, incluso penal, de su cuñado, ahora rico, Robert Ferrars, que se casó en secreto con Lucy Steele, porque si la familia hubiera oído hablar de él, dijo, «se habrían tomado las medidas de rigor para evitar el matrimonio» una clara referencia al poder coercitivo que la familia, o la sociedad, se apropia para proteger los intereses de los ricos. El obstáculo, de hecho, es esencialmente financiero, más rara vez está vinculado a la situación social, ya que, en general, los amantes provienen del mismo entorno sociocultural, gentry o el medio clerical.
[[Archivo:Mp-brock-18.jpg|thumb||{{citation|¿Debo entender que estás pensando en «negar» al Sr. Crawford? Se sorprende Sir Thomas, decidido a vencer la resistencia de su sobrina y pupila, Fanny Price.]]

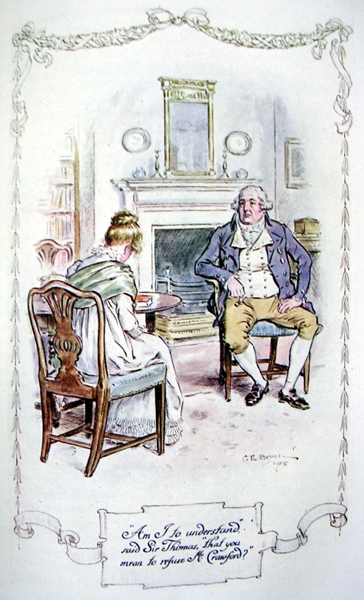
citation|¿Debo entender que estás pensando en «negar» al Sr. Crawford? Se sorprende Sir Thomas, decidido a vencer la resistencia de su sobrina y pupila, Fanny Price.

Por el contrario, la familia puede forzar una unión que la beneficie, sin preocuparse por los sentimientos reales de los jóvenes. Este fue el drama experimentado por el coronel Brandon en su juventud: Eliza, la prima huérfana que amaba se vio obligada a casarse con su hermano mayor. Este tipo de situación dramática, sin embargo, no es explotada por Jane Austen, quien siempre permanece voluntariamente en el registro de la comedia de costumbres, nunca en la de la tragedia. Únicamente el matrimonio de Lydia y Wickham, el matrimonio ciertamente forzado para él, pero ansiosamente deseado por ella, se ha vuelto, irónicamente, absolutamente esencial para la protección de la familia, «algo que debemos estar agradecidos» deplora Elizabeth: «Sí, sí, ella tiene que casarse con él, ¡no hay nada más que hacer!» confirma la Sra. Bennet.
El poder de la coacción sobre la familia se presenta especialmente como una amenaza a la felicidad de la heroína: Sir Thomas quiere forzar a Fanny Price a casarse con el rico Henry Crawford, lady Catherine de Bourgh y su hermana, lady Anne Darcy, han programado lógicamente el matrimonio de sus hijos y la Sra. Bennet no vería ningún inconveniente para unir para mejor y peor a la inteligente Elizabeth Bennet a la tonta Sra. Collins. Pero, ¿qué hubiera pasado si el heredero putativo de Longbourn hubiera llegado antes que Charles Bingley y hubiera cortejado a la dócil Jane, cuyo corazón aún no había sido arrebatado? Es probable que como anciana obediente, consciente de sus responsabilidades familiares, se hubiera sacrificado a sí misma, y habría pasado la seguridad de su madre y hermanas antes de su propia felicidad.
De hecho, cuando hay varias chicas, el matrimonio económicamente cómodo de una de ellas es una salvaguarda para sus hermanas y posiblemente para su madre. En nombre de la solidaridad familiar, aquellos que pueden ayudar a los menos favorecidos, especialmente cuando no hay hermanos y, el campo pasa a otras manos, debido al fideicomiso, su futuro es incierto y su porción financiera realmente congruente, como en Orgullo y prejuicio. Jane y Elizabeth, que la reciben en su casa, le dan a Kitty la oportunidad de adquirir mejores modales, y la Sra. Darcy se lleva la mano al bolsillo y se pone a la práctica de lo que podría llamarse economía en sus propios gastos privados para ayudar a los Wickham, mientras que el propio Darcy, por amor a su esposa, se preocupa por el progreso de su cuñado: por el bien de Elizabeth, lo ayudó más en su profesión.
Pero esta preocupación familiar también es la norma en otras novelas, al menos para los personajes que no tienen el corazón seco: En Sentido y sensibilidad John Middleton acoge a sus parientes, la señora Dashwood y sus tres hijas, y les alquila Barton Cottage por una miseria, Sir Thomas Bertram vela por la situación de sus sobrinos Price, le da la bienvenida al anciano, William, cuando se va de permiso e invita a Susan a acompañar a Fanny cuando regrese a Mansfield Park. En Persuasión apoyan a los parientes menos afortunados de la Sra. Musgrove, los Hayter, y, cuando se casó con Frank Churchill, Jane Fairfax pudo ayudar a sus viejos y pobres padres, los  señores Bates —de la novela Emma—.

## Ejemplos que no se deben seguir
Todas las novelas de Jane Austen están interesadas en este período crucial en la vida de una joven de buena familia, donde abandonará la casa de sus padres por la de su marido y «entrará al mundo» según el subtítulo de la novela de Fanny Burney, Evelina (The History of a Young Lady's Entrance into the World). Como uno se casa de por vida, ya que el matrimonio era prácticamente indisoluble en ese momento, es esencial que encuentre la pareja adecuada, la que le ofrecerá una situación estable en la sociedad. Pero si quiere alcanzar la «felicidad matrimonial» y mantener su integridad moral, debe ser paciente y armarse de valor, de acuerdo con los consejos dados por la propia Jane Austen a su sobrina Fanny Knight que lamentaba estar todavía célibe a los veinticinco años. Los ejemplos que no se deben seguir son numerosos y ciertamente se necesita un «corazón obstinado» para rechazar la seguridad financiera cuando sabe que, a la muerte de su padre, si no ha encontrado un marido para sustentarse, corre el riesgo de vivir de la caridad familiar, el patrimonio «sustituido» que pasa a manos de un heredero que no está dispuesto a ayudarla: esta es la situación de las tres hermanas Dashwood y el peligro para las cinco hijas Bennet y las dos Elliot todavía solteras, Elizabeth y Anne.

### Matrimonios imprudentes

#### En la generación precedente
Que se basen en una primera impresión como la del Sr. Bennet hacia la señorita Gardiner (Orgullo y prejuicio), por un capricho, como la de Frances Ward con el teniente Price (Mansfield Park ), o una pasión juvenil, como la de la señorita Churchill de Escombe, por el capitán Weston (Emma), Jane Austen muestra cuán equivocadas están estas uniones «imprudentes» y perjudiciales para los niños que provienen de ellas. Únicamente provocan insatisfacción entre los cónyuges y problemas para la próxima generación.
Señores Bennet
Para mostrar mejor lo que un matrimonio exitoso requiere e implica, Jane Austen, en  Orgullo y prejuicio, retrata en detalle su opuesto, un matrimonio no coincidente. El Sr. Bennet es inteligente y culto, su estúpida esposa tiene una única idea fija, casar sus hijas a cualquier precio, asustada por la amenaza financiera relacionada con la transmisión de la herencia. El matrimonio de Lydia la llena de alegría, el de Jane la hace perfectamente feliz, el de Elizabeth hace la felicidad delirante: para ella, estar casada —preferiblemente con personajes ricos— es un objetivo en sí mismo, independientemente del carácter del cónyuge.
La investigadora universitaria Paula Bennett ha destacado el precio que los niños pagan por un matrimonio mal emparejado como el de los Bennett. El padre, cáustico e irónico, pierde el interés en el porvenir de su familia. Observa con indiferencia el comportamiento de sus hijas y se burla abiertamente de las tres más jóvenes y de su esposa, la cual, limitada, incapaz de educarlas adecuadamente, se comporta con una vergonzosa vulgaridad a su edad. Como Elizabeth reconoce lúcidamente, ellos son los principales responsables de la angustia conyugal de Jane —la decepción de Jane había sido, de hecho, el resultado de sus relaciones más cercanas—. Su laxitud le permite a Lydia cometer sin remordimiento la peor de las indiscreciones. El Sr. Bennet reconoce su responsabilidad en vano y demasiado tarde, su esposa culpa a todos por ello, pero no la indulgencia culpable que ella siempre ha demostrado hacia su hija favorita. Es por una intervención externa, la conjunta de Darcy y Mr Gardiner que reemplazan al padre incompetente.
Otros casos
Es cierto que cuando se agrega la falta de dinero, estos matrimonios rápidamente se vuelven problemáticos y no permanecen felices por mucho tiempo. Los Price viven en  Portsmouth con aproximadamente 400 £ por año, y alrededor de 10 niños para educar, en «la casa del ruido, el desorden y el falta de respeto»: el padre es grosero, la madre es incompetente y está sobrecargada de trabajo, los niños están mal criados, como Fanny descubre con consternación cuando regresa con su familia. Los niños únicamente pueden tener un buen futuro a través de la intervención de su tío Bertram de Mansfield Park.
Jane Austen dedica las primeras páginas del capítulo II de Emma a narrar sobre el primer desafortunado matrimonio del Sr. Weston hace veinte años. Su primera esposa, acostumbrada a vivir en una gran familia adinerada, aunque realmente amaba a su esposo, nunca pudo renunciar a ser «Miss Churchill de Enscombe», haciéndole sentir constantemente su inferioridad, y haciéndole vivir sobre sus posibilidades y endeudarse sin tener éxito en satisfacerla. La enfermedad y la muerte de su esposa, después de tres años de matrimonio, lo dejaron arruinado, lo obligaron a separarse de su hijo y lo confiaron a su tío materno para reconstruir su fortuna.

#### El matrimonio de Lydia
En cuanto a Lydia Bennet, su pasión juvenil por Wickham no causa la decadencia social de toda la familia y probablemente la habría llevado  si no se hubiera impuesto el matrimonio a su secuestrador financieramente desesperado. Imprudente, descarada, acostumbrada a seguir sus impulsos y a no controlar sus deseos, ella únicamente piensa en disfrutar de todos los placeres al alcance de la mano. Su secuestro es a sus ojos una gran broma que la hace reír, como demuestra su carta a la Sra. Forster:«¡Qué buen chiste! Apenas puedo escribir por la risa». Ignorante y tonta, no tiene conciencia de las consecuencias materiales o morales de su acto: entrenada para cazar al marido, considera el matrimonio como un fin en sí mismo. Para ella, el estado matrimonial es más importante que la situación del hombre con el que se casa. Ella no estaba interesada en los términos financieros de su matrimonio y no escuchó los «sermones» de su tía, únicamente vio que su relación con su «querido Wickham» se formalizó. Bajo los tiernos ojos de su madre, no más razonable que ella, desfila descarada: a los dieciséis años y el anillo en el dedo anular, prueba inconfundible de que está casada, ella cree que ha ganado más importancia que sus hermanas mayores aún solteras y afirma tener un estatus más alto que el suyo.
Pero, una muchacha bastante frívola e ingenuamente coqueta, cayó en manos de un libertino, un hombre sin moralidad que se benefició sin escrúpulos del deseo de transgresión y los encantos de la apetitosa niña de 16 años. Aliviado de la carga de sus deudas, puede presentarse en Longbourn con una tranquilidad que hace que Elizabeth diga que «la insolencia de un hombre impudente no tiene límites». Lydia muestra la misma tranquilidad. Las palabras «facilidad» y «fácil» aparecen varias veces, destacando la amoralidad de la pareja y su egoísmo. Pero como él está en constante búsqueda de entretenimiento, incluso casado, Lydia, que tiene como triunfo la frescura de su juventud, no lo mantendrá mucho tiempo en casa, y él irá a «divertirse en Londres o en Bath». Por lo tanto, Lydia, que se parece tanto a su madre, reproduce, en peor —su marido es gastador y sin principios—, el matrimonio de sus propios padres. Cuando los años y la insatisfacción hayan borrado «su juventud, su belleza, la apariencia de un carácter agradable», sin duda demostrará ser tan irracional, amoral y egoísta como ella.

### Matrimonios de conveniencia
Los matrimonios de conveniencia, que satisfacen el interés de las familias, siguen siendo los más frecuentes en ese momento, y no solo en la aristocracia o para los herederos de patrimonios. Estos son matrimonios convencionales, ya que se consideran como un deber de matrimonio, y tradicionales en la medida en que los cónyuges tienen el papel que la sociedad espera de ellos. Pueden ser soportables bajo ciertas condiciones, la alianza financiera no es la menor.

#### Caso general
El estado de una mujer honorablemente casada es a veces más importante para una joven que el carácter del hombre casado: La Sra. Jennings ha dotado a sus hijas bien y las ha casado socialmente de modo satisfactorio: Mary, la mayor, con sir John Middleton y Charlotte, la más joven, con el señor Palmer. Pero las parejas obviamente están mal emparejadas, como señala Elinor Dashwood, pensativa ante la «falta de armonía tan frecuente en las parejas». John Middleton, un escudero campestre inquebrantable que ama la caza y le gusta la soledad, tiene solo un centro de interés en común con su esposa elegante e insípida abrumada por sus hijos, el placer de recibir; la inteligencia y seriedad elegante, de Palmer se casó con una bonita pequeña idiota, «absolutamente decidida a tomar todo por el buen lado», que se ríe de las explosiones de mal humor de su marido, al cual los debates del Parlamento le sirven para consolarse de la tontería de su esposa.
La dote de Louisa Bingley en Orgullo y prejuicio ha levantado la fortuna de un hombre de buena sociedad, el indolente Sr. Hurst, dueño de una casa en un elegante distrito de Londres, Grosvenor Street, pero que «vivía solo para comer, beber y jugar a las cartas».
Sin embargo, estas parejas han encontrado una especie de status quo que hace que su matrimonio sea soportable: todos viven en su muno y las mujeres se han habituado a no oponerse a sus maridos.
Charles y Mary Musgrove, personajes de la novela Persuasión, por su lado también se establecieron en una rutina tolerable, y «podrían pasar por una pareja feliz», porque Charles es un chico bueno, práctico, indolente y sin pretensiones, y Mary pasa mucho tiempo discutiendo y bromeando. Ella ha sido  una «segunda opción» para él, que primero le pidió la mano a Anne Elliot. Jane Austen sugiere que si Anne hubiera aceptado casarse con él, habría avanzado mucho intelectualmente y socialmente.
En Mansfield Park Jane Austen no duda en mencionar, junto a parejas razonablemente felices (Sir Thomas y Lady Bertram, los Grant), matrimonios de conveniencia bastante desafortunados. Mary Crawford habla extensamente sobre los Fraser, tan infelices como la mayoría de las personas casadas. También se refiere a la historia de su «pobre tía», la esposa del almirante Crawford, engañada por un marido al que odiaba y alérgico al aire marino. Además de su papel en diegesis, sirve como un mal ejemplo para la joven Crawford, con ideas morales distorsionadas por su entorno y su educación.

#### El caso de Charlotte Lucas
El matrimonio es sobre todo un negocio, donde las cuestiones de estado financiero y estatus social son primordiales, como lo demuestran las bodas de Charlotte Lucas y Collins, el «matrimonio de la razón» por excelencia: Charlotte se casa con, en el mejor de los casos, un sentimiento de tolerancia hacia su marido. Siempre ha tenido la intención de casarse, ya que el matrimonio es la única salida honorable para una joven bien educada pero sin fortuna, y maniobra hábilmente para desviar la atención del Sr. Collins, para alivio de Elizabeth, que no entiende de malicia. Ella se casa con esta ridícula grasa «de ojos abiertos» mientras que él se casa por «obligación», «ahora que tiene una casa hermosa y un ingreso cómodo». Él tiene una idea muy simplista del carácter de su futura esposa. Elizabeth y Charlotte se describen sucesivamente como «amigables», y él «se imagina a sí mismo como amoroso». Pero Charlotte, después de haber buscado fríamente un «hogar cómodo», se las arregla para limitar lo más posible los contactos con su esposo. Simboliza la «forma normal», en ese tipo de prostitución social respetable, al que se dedicaron la mayoría de las jóvenes. Ella le dice a Elizabeth, «no soy romántica», haciéndose eco de una frase utilizada por Hannah More: «life is not a romance». Esto no la excusa especialmente a los ojos del narrador, que es irónico acerca de su «deseo puro y desinteresado de establecerse» y lo abandona al aburrimiento de las invitaciones en Rosings Park y su soledad conyugal voluntaria, ofreciéndole el mismo tipo de recurso que el Sr. Bennet para escapar de su situación. Elizabeth va más allá en la desaprobación, al creer que «ella ha sacrificado todos los sentimientos más elevados a las ventajas materiales». Y cuando Jane encuentra que son excusas, Elizabeth protesta, «No puedes ... cambiar el significado de las palabras principios e integridad», ni tratar de persuadirme de que el «egoísmo es prudencia y la indiferencia ante el peligro es garantía de felicidad».
Sin embargo, la crítica marxista señala que para una persona en la situación y edad de Charlotte, la elección es sabiamente realista. Lillian Robinson señala, por ejemplo, que su elección está justificada para ella porque era su única oportunidad de tener una vida personal, ya que la situación de una mujer mayor, eterna soltera, aunque tuviera lo suficiente para vivir cómodamente como soltera, no era envidiable. Sin embargo, la situación de Elizabeth es finalmente más precaria que la de Charlotte. La propiedad de William Lucas es más pequeña y más reciente que Longbourn, pero al menos pasará a su hijo mayor. Y la posición social de Fanny Price, la «ratoncita», es todavía más frágil, lo que no le impide resistir toda la presión para aceptar a Henry Crawford.
Jane Austen incluso sugiere, en los márgenes de la novela, un futuro más «interesante» para Charlotte. Como una sabia chica comerciante —ciertamente ennoblecida—, comenzó su ascenso social casándose con un pastor. Y dado que este último está seguro, debido al fideicomiso, de heredar el patrimonio de Longbourn a la muerte de Bennet, algún día se beneficiará de una promoción social comparable, aunque un paso más bajo, al de Elizabeth.

### Matrimonios interesados
Los Austen adoraban las farsas y hay una, sobre este tema, atribuida a Jane Austen:
|  | You may lie on my first by the side of a stream, And my second compose to the nymph you adore, But if, when you've none of my whole, her esteem And affection diminish — think of her no more! | Puedes mentir sobre mi primero al lado de una corriente, Y mi segundo componer a la ninfa que amas, Pero si, cuando no tienes nada de mi todo, su estima Y el afecto disminuye...¡no pienses en ella más! |

#### Estas cosas son tan comunes
Jane Austen es personalmente hostil al matrimonio por interés económico, pero, en realidad, ella acepta que el egoísmo, el interés, los motivos mercantiles no son cosas inusuales en su mundo. Hay, entonces, en el fondo de sus novelas, algunos matrimonios ricos, que ella dice que tratan sobre bodas de interés, como las del general Tilney (Abadía de Northanger), y Mr Elliot (Persuasión): ambos se casaron, por dinero, con una joven rica. El general se casó con una señorita Drummont, a quien su padre le dio una dote de 20000 £, y 500 para comprar su vestido de novia, la señora Allen es la que informa a Catherine Morland, quien luego asumirá que la Sra. Tilney no debe haber estado muy feliz con las tareas domésticas. El pasado del cínico William Elliot es detallado a Anne por su amiga la Sra. Smith: él quería hacer su fortuna rápidamente, y estaba decidido a hacerlo por matrimonio. Se casó con la hija bien educada y bien dotada, que se había enamorado de él, después de «asegurarse cuidadosamente de la cantidad exacta de su fortuna antes de comprometerse». Ella agrega que «estas cosas son tan comunes que cuando alguien, hombre o mujer, hace una boda con dinero, si vives en el mundo, no le prestas demasiada atención».
Pero Jane Austen también observa a las cazadoras de marido: por un lado, aquellas que, por ser ricas, pueden elegir, como Caroline Bingley o la bella Mary Crawford, para quien el matrimonio es solo una «transacción que se llevará a cabo hábilmente», y quién preferiría atraer a Tom Bertram, el heredero de Mansfield Park, en lugar de su más joven, que es «único» pastor; por otro lado, y sobre todo, aquellas que, debido a su pobreza, deben encontrar imperativamente un pretendiente rico. Sin embargo, estas últimas no siempre logran «atrapar» a uno. La vana y coqueta Isabella Thorpe ha abandonado innecesariamente al hermano de Catherine Morland por el capitán Tilney, pero no tiene ninguna posibilidad con él. Otros personajes de la novela Persuasión, como la señora Clay es una intrigante con lazos probablemente demasiado gruesos y demasiadas pecas para tratar el baronet vano Kellynch Hall, Sir Walter Elliot, pero puede tener éxito en eludir su heredero, el Sr. Elliot. Es Lucy Steele la advenediza más hábil. Saber manejar la adulación y la hipocresía, se asegura a sí misma que es muy joven para Edward Ferrars, luego usa toda su habilidad, cuando comprende que está desheredado, para atrapar a su hermano, lo suficiente como para ser atraído por su astuta adulación. Jane Austen no duda en presentar bajo una luz negativa, o incluso ridiculizar a estos personajes secundarios egoístas y snobs como Robert Ferrars, una «notable insignificancia» y «castigarlos» a un futuro lleno de miserias domésticas: celos entre cuñadas —celos y mala voluntad continuamente subsistiendo— y disputas entre la pareja —frecuentes desacuerdos internos—. Augusta Hawkins, quien puede presumir de una fortuna personal de unas diez mil libras,) ha pasado varios inviernos en Bath con la esperanza de encontrar un marido, no tiene problemas para escoger al señor Elton, cuya vanidad lastimada por el escandaloso rechazo de Emma Woodhouse, es agradablemente removido entre las sonrisas y el sonrojo de la dama durante sus «encuentros fortuitos».
En cuanto al poco escrupuloso Willoughby, honestamente confiesa a Elinor que se casó con la señorita Grey por su cómoda dote de 50,000 £, pero, a pesar de que su castigo será siempre lamentarse de Marianne Dashwood, Jane Austen le ofrece un «grado razonable de felicidad doméstica». El débil John Dashwood, que se casó con una mujer rica con el corazón seco, y el ambicioso Sr. Elton, satisfecho con su engreída esposa, son casos un poco diferentes, porque en su caso las compañeras están bien emparejados: se casaron con mujeres que son como ellos, a quienes admiran y que han ganado preeminencia sobre ellos. Ellos también presentan esta  armonía de fachada de los matrimonios de razón, como la razonable Charlotte Lucas, que no hizo daño a nadie al casarse con Collins.

#### El caso de Maria Bertram
Maria Bertram de Mansfield Park es una caso un poco particular, porque ella se casa por orgullo y rencor, negándose a dejar que Henry Crawford vea que ha roto su corazón y esperando consolarse a sí mismo por su indiferencia en el torbellino de la vida social. Su matrimonio con el muy rico y necio James Rushworth con un ingreso anual de 12,000 £ es un matrimonio arreglado entre su tía, la señora Norris, y la señora Rushworth, que satisface las ambiciones sociales de su padre, Sir Thomas. Pero para la señorita Bertram, es un matrimonio estrictamente mercantil: ella ve en él una única manera de escapar de la rigidez de las reglas que gobiernan el dominio paterno. Pero ella no ha encontrado la libertad que esperaba, solamente ha cambiado su prisión: al casarse con un ser estúpido y bajo el control de su madre, rápidamente se le hacen desprecios. Como Maria, la heroína de Mary Wollstonecraft, que únicamente quería vivir para amar, el matrimonio la ha «encarcelado». Como ella no sabía o no quería decir que no, la narradora la sacrificó, sufriendo el destino que Mary Crawford le predijo en broma, unos meses antes de la boda. A pesar del torbellino de la temporada londinense, su pareja esta la está sosteniendo dolorosamente cinco meses. Ella dejó ir, imprudente, rápidamente la loca pasión por Henry Crawford, y sufriendo la condena social reservada para la doble moral a las adúlteras femeninas: el divorcio y el exilio.
Los libros de conducta de la época, como las bien conocidas Lettres sur l'amélioration de l'esprit en constantes reediciones de Hester Chapone sobre la mejora de la mente, advierten contra estos matrimonios basados únicamente en el dinero y el estado social: «Si das tu mano sin tu corazón por un título, una finca hermosa, o cualquier otra consideración, espera encontrar la boda dolorosa, llena de decepciones, problemas y vejaciones en lugar de encontrar o extraer  de ella los placeres.» El filósofo Thomas Gisborne, reconoce que con demasiada frecuencia un «buen matrimonio» en el espíritu de una mujer, consiste solamente en tener suficiente dinero para hacer que otras mujeres se pongan celosas, para vestirse bien y poder disfrutar de los placeres de Londres o Bath. Mientras que Mary Russell Mitford, constata que la mayoría de las chicas solo están acostumbradas a pensar en «harapos y matrimonio»: «Se visten para casarse y casarse para vestirse; y tan vestidas y casadas, me temo que tienen pocas posibilidades de ser   esposas».

## Modelos a seguir
Las parejas casadas en el contexto de las novelas son, en general, parejas convencionales, no psicológicamente satisfechas. Sin embargo, Jane Austen ofrece a sus heroínas y lectores algunos ejemplos de parejas casadas que ilustran su visión de un matrimonio exitoso. Estos son los Gardiner en Orgullo y prejuicio, los Weston y, hasta cierto punto, John e Isabella Knightley en Emma, los Croft en Persuasión. Descritos como felices, pero no idealizados, ellos tienen un aspecto de «modelo a seguir». Jane Austen tenía el ejemplo de sus padres que se amaban. Sin embargo, es cierto que en la vida estas parejas son mucho más raras que las otras. Hazel Jones informa, sin embargo, que un viajero francés notó con sorpresa, alrededor de 1780, que en Inglaterra, tres de cada cuatro uniones se basaban en el afecto y que él atribuía esto a la preocupación que cada uno tenía por tratar de conocer al otro antes del matrimonio.

### Los Gardiner
Jane Austen no describe las condiciones de su matrimonio. Se sabe que, diez o doce años antes de su matrimonio, la señora Gardiner vivió un tiempo en Lambton, Derbyshire. Pero es obvio que la pareja está equilibrada y feliz, lo contrario de la pareja Bennet. Parecen vivir en perfecta armonía, experimentando afecto y estima mutuos. Establecieron entre ellos el tipo de relación Mary Wollstonecraft entre los cónyuges: un sentido de respeto mutuo y no una relación amo-sirviente. Su casa se presenta como un refugio de dulzura alegre, junto con los cuatro niños pequeños de la pareja. Llevan una vida tranquila y discreta, lejos de la sociedad, pero saben cómo recibir: a Sir William, a su hija María y a Elizabeth de camino a Hunsford, les proponen la animación de las tiendas y luego una salida al teatro.
Los padres espirituales de las niñas Bennet, son el ejemplo de lo que debería ser el comportamiento de unos padres responsables: La Sra. Gardiner está atenta a la felicidad de sus sobrinas y su sabio consejo es escuchado por Elizabeth. Jane no duda en llamar a su tío cuando Lydia desaparece con Wickham. Darcy está favorablemente impresionado por su comportamiento en Pemberley hasta el punto de querer conocerse mejor y ayudarlos a salvar a Lydia. Es la Sra. Gardiner quien le da el sabio consejo de que una madre generalmente le da a su hija antes de su boda y el Sr. Gardiner quien la lleva al altar, tomando el lugar del padre que ha renunciado.

### Parejas felices enEmma

#### Los Weston
Emma empieza con el segundo matrimonio del Sr. Weston y detalla las condiciones. Después de haber restaurado felizmente una fortuna cómoda tras su primer matrimonio «imprudente» y veinte años de viudez, puede comprar «Randalls», la finca de sus sueños, y ofrecerle al ama de llaves de Emma, la señorita Taylor, su corazón y una cómoda posición social, con la bendición de sus amigos y su hijo mayor. Anne Taylor es inteligente, educada, servicial y dulce. Sociable y confiado, el Sr. Weston es, dice Emma, «un hombre irreprochable, rico, de edad en relación y de maneras agradables». Él puede comparar sus dos experiencias matrimoniales, descubriendo, con la segunda, «qué maravilloso es tener a una mujer que sea juiciosa y verdaderamente afable, y que comprenda, de la manera más agradable, que es mejor elegir que ser elegido, para excitar la gratitud que experimentarlo».
El señor Knightley, medio serio y medio burlón, considera que los dieciséis años pasados en Hartfield como institutriz prepararon a la señorita Taylor, acostumbrada a cumplir los deseos de Emma, a «el aspecto lo más importante de la vida conyugal, a inclinarse a la voluntad del otro y hacer lo que se le pide»,) pero, dada la naturaleza fácil de su esposo, ella probablemente tendrá pocas oportunidades. Él, también, como hombre pragmático, enfatiza el lado financiero y socialmente ventajoso del matrimonio para la señorita Taylor: incluso ella podía haberse quedado en la casa Woodhouse, donde era tratada como un miembro de la familia, cambiando de estado, de institutriz sin dinero, a la situación de una mujer honorablemente casada, establecida en una casa propia y con un ingreso satisfactorio, que le permite ver su futuro con tranquilidad y serenidad.
La felicidad del hogar también se debe al hecho de que se trata de una pareja madura, razonable, y bien conjuntada, tanto a nivel de personaje como a nivel social. Esta es la única pareja realmente feliz que da a luz a un niño durante la novela. La boda tiene lugar en otoño, la pequeña Anna nace a fines de julio y Emma está encantada de que sea una niña, convencida de que una niña hará las delicias de su padre cuando crezca y le dará a su madre el placer de transmitir sus conocimientos. Jane Austen claramente se aparta de la visión pesimista de Mary Wollstonecraft cuya heroína de su obra, María, que acaba de dar a luz a una niña, «exclamó llorando sobre su suerte y su destino, lamentó que fuera una niña, y anticipó las desgracias que su sexo le haría casi inevitables».

#### John e Isabella
La hermana mayor de Emma Woodhouse fue, durante siete años, la esposa de John Knightley, un abogado de Londres. Ella, una mujer joven con un corazón tierno, gentil, afectuosa, devota esposa y madre amorosa, completamente absorbida por su familia; el es un hombre inteligente, ingenioso, bastante frío y pragmático, con brusquedad a veces hacia su esposa y ataques de mal genio, pero sobre todo, amante de la vida familiar. La pareja, unida por un profundo afecto, tiene cinco hijos a quienes cuida atentamente: Henry, de seis años, seguido por John, Bella, George y la más joven, Emma, de pocos meses —al comienzo de la novela—. Gracias a la presencia materna de Isabella, su hogar en Londres es un hogar cálido y hospitalario, donde el señor Knightley, cuando se enamora de Emma, se esfuerza aprender a ser indiferente.
Su felicidad doméstica, que luego encuentra difícil de soportar, es una prefiguración más bien pálida de la que Jane Austen prepara para el resultado de sus dos personajes principales, una vez aclarados los malentendidos que los separan. Porque, justo cuando Emma conoce los defectos de su cuñado, el Sr. Knightley ve lo que la hace mucho mejor que su hermana mayor.

### Los Croft
En Persuasión, dos parejas se presentan como particularmente felices. Están los cónyuges de Harville, en Lyme Regis, que ofrecen una hospitalidad generosa, «seducción encantadora» y una imagen de armonía perfecta y felicidad compartida. Hay especialmente el almirante Croft y su esposa, que son una pareja que Jane Austen presenta como el modelo perfecto de matrimonio feliz. Inseparables en cualquier circunstancia, son una prueba de que un matrimonio en compañía tiene todas las posibilidades de permitir el desarrollo de ambos cónyuges y una unión comprometida rápidamente también puede ser feliz, cuando todos tienen una naturaleza tranquila, incluso si la Sra. Croft comenta en tono de broma: Si la señorita Elliott llegara a enterarse de lo rápido que acordamos nuestro matrimonio, nunca creería que podríamos ser felices juntos.
Anne Elliot y Frederick Wentworth tienen mucho que aprender de Sophy y su esposo almirante, Especialmente Wentworth, cuya hermana critica fuertemente las ideas tradicionalistas, especialmente la actitud hacia los miembros del otro sexo, como si las mujeres fueran todas «hermosas damas y no criaturas racionales!». Aunque los Croft no tienen nada de la pareja romántica —han estado casados durante quince años, él sufre de gota, tiene la piel enrojecida y bronceada por años pasados en el mar—, están muy unidos el uno al otro y presentan «una imagen de felicidad particularmente atractiva» para Anne. Ella encuentra irresistible la bondad de corazón, la simplicidad de carácter, la actitud franca y directa del almirante, y admira su manera de caminar juntos en Bath en alegre independencia.
Su pareja trabaja en verdadera asociación, habiendo cruzado claramente los límites de las áreas reservadas: mientras que su esposo parece bastante soñador e inespecífico, la Sra. Croft, con su mente práctica, sus modales abiertos y decididos, ha invertido naturalmente el área masculina;
ella endereza hábilmente las guías del cabriolet que conduce alrededor de Kellynch, muestra conocimiento económico real de la localidad de Kellynch, y en reuniones de oficiales de la marina al azar en las calles de Bath, participa plenamente en la conversación, escuchado y compartiendo como sus compañeros.

## Felicidad conyugal
Como expresa la narradora de Persuasión:«Cuando dos jóvenes piensan casarse, es bastante seguro que se casarán si muestran perseverancia, incluso si son pobres, o imprudentes, o tan débil como la probabilidad de que cada uno sea fundamental e indispensable para la felicidad del otro». Elizabeth Bennet ya había dicho:«Como vemos todos los días que, cuando se aman, los jóvenes rara vez se ven obligados a comprometerse por su falta de fortuna en el futuro inmediato, ¿cómo puedo prometer ser más razonable que muchos de mis semejantes? si estoy tentado, o ¿cómo sabré si la sabiduría consiste en resistir? Todo lo que puedo prometer es no apresurarme». Las heroínas austenienses, por lo general, son casi siempre lo suficientemente razonables para «no darse prisa» y enamorarse del hombre que les conviene.

### Retrato de una marido ideal
Jane Austen tiene una idea clara del hombre que mejor se adaptará a cada una de sus heroínas. Para algunas, es la convergencia del personaje: Jane Bennet y Charles Bingley están «bien emparejados, [sus] personajes son similares»; Elinor Dashwood y Edward Ferrars tienen gustos sencillos, humor y una mente racional; Fanny Price y Edmund Bertram comparten gustos comunes, confianza recíproca, respeto mutuo y los mismos valores morales; Frederick Wentworth descubre en Anne Elliot el mismo espíritu de decisión que lo caracteriza, Marianne Dashwood y el coronel Brandon poseen el mismo carácter romántico.
También hay un enriquecimiento mutuo: Jane será capaz de frenar el lado impulsivo de Bingley y fortalecer su confianza en sí mismo; Elizabeth Bennet traerá ligereza, a un marido noblemente decente, como Marianne Dashwood aporta vivacidad y humor alegre al triste coronel Brandon. Charles Bingley, a los veintitrés años, y Franck Churchill, de veinticinco, se ganan los corazones de mujeres más jóvenes que ellos, pero más maduras e inteligentes. En algunos casos, la joven aparece como el personaje moralmente más fuerte de la pareja, como es el caso de Elinor Dashwood y Fanny Price, quienes apoyarán a su esposo en su profesión. Debido a que los personajes masculinos también tienen defectos que corregir para obtener la mano de la heroína: Darcy y Wentworth tienen demasiado orgullo, Edmund Bertram y Edward Ferrars se enamoran por primera vez de mujeres inmorales. Incluso el Sr. Knightley, quien, como su nombre lo indica, linda con la perfección. Él siempre se comporta como un caballero perfecto, su apellido evoca al caballero «knight» en inglés, y su nombre, George, es el del santo patrón de Inglaterra. Debe tomar conciencia, a través de los celos que siente hacia Franck Churchill, de su amor por Emma Woodhouse.
Además de especificar sus ingresos, la escritora siempre da la edad de sus personajes principales, y si, en la mayoría de los casos, su diferencia de edad es de alrededor de seis o siete años, aunque el capitán Wentworth solo tiene tres años más que Anne Elliot, Emma Woodhouse y Marianne Dashwood están casadas con hombres mucho más maduros. y mayores que ellos, dieciséis para el señor Knightley y dieciocho para el coronel Brandon. El marido elegido a veces tiene un aspecto de maestro y protección, como Henry Tilney, más culto y con más experiencia que Catherine Morland, la heroína de Northanger Abbey; como Robert Martin, hasta cierto punto, quien, al casarse con la joven, ingenua e ignorante Harriet Smith, una niña ilegítima, le ofrece honor, seguridad, estabilidad y oportunidad de progresar. En dos novelas, el futuro esposo vio a la joven crecer, o incluso participó en su educación: Edmund Bertram para Fanny Price y Knightley para Emma Woodhouse. Este papel de mentor para su joven esposa, hace preguntar a los críticos: ¿Por qué, entonces, Jane Austen a menudo elige a sus heroínas más brillantes que a los hombres, que son más padres o hermanos que amantes? ¿Son ellos los únicos a su alrededor que son lo suficientemente sensibles como para entenderlos o ser dignos de ellos?.
Mujeres «racionales», inteligentes y generalmente cultivadas, las heroínas austenianas necesitan, para su desarrollo personal, maridos intelectualmente a su nivel, que puedan respetar y «considerar como seres superiores»: eso es lo que el Sr. Bennet le dice a Elizabeth cuando anuncia su compromiso, que no se contentan con ser amantes, sino que son capaces de reconocer, apreciar y alentar sus cualidades reales. Por supuesto, ellas están lejos de ser perfectas, a veces cometen grandes errores al confiar en sus sentimientos o en sus capacidades intelectuales, pero aprenden de estos mismos errores, mostrando esa inteligencia y sentido común que las hacen dignas ser amadas.

### Elementos necesarios

#### Compatibilidad y delicadeza de sentimientos
¡Cualquier cosa en vez de casarse sin amor!. 
Es un grito del corazón de Jane Bennet cuando se entera de que su hermana y Darcy se han comprometido. Este «lema» es respetado por Elizabeth Bennet, quien rechazó en nombre de este principio la petición del Sr. Collins y la primera de Darcy, por Fanny Price, quien rechazó la de Henry Crawford y por Anne Elliot, quien rechazó a Charles Musgrove.
La elección de la heroína es gratuita, nunca dictada por los imperativos económicos, solo por el hecho de que el héroe se hace amable por sus cualidades morales y personales. Equilibrio entre el matrimonio basado únicamente en la atracción sexual, el matrimonio feliz se basa en el afecto y la estima, o la gratitud. Si los personajes tienen un amor profundo, como Elinor Dashwood, Fanny Price, Anne Elliot, incluso romántica, la de Brandon para Marianne, Darcy para Elizabeth, no tiene nada «amor a primera vista» o «amor loco». Edmund Bertram siempre ha considerado a Fanny como una hermana pequeña y luego una confidente de su corazón roto; Henry Tilney simplemente se conmovió por la admiración ingenua y juvenil de Catherine Morland; Fueron sus celos con Frank Churchill los que hicieron que Knightley comprendiera sus verdaderos sentimientos hacia Emma, y la mirada de admiración del Sr. Elliot hacia Lyme Regis, quien revivió el amor de Wentworth por Anne.
Darcy, por cierto, comenzó por denigrar a Elizabeth antes de descubrir que «ella lo atraía más de lo que le hubiera gustado», y Elizabeth lo rechazó incluso antes de que comenzara a pensar en ella. Ella se refiere a esto cuando quiere saber por qué rechaza su propuesta de matrimonio «con muy poca cortesía».) Su respuesta muestra que, si la idea del matrimonio estaba inevitablemente presente en su mente cuando lo conoció, le dijo, «tómate un mes para darte cuenta de que eras el último hombre, en el mundo que podría haberme convencido casarme». Antes de cualquier solicitud, ella lo había rechazado por los defectos que le había visto: arrogancia, suficiencia, desprecio egoísta por los sentimientos de otros. Espera más delicadeza del hombre al que aceptará como esposo.
Jane Austen presenta matrimonios basados únicamente en la atracción sexual como condenados al fracaso, por lo que nunca es explícita entre los héroes. El deseo permanece enmascarado, solo aparecen las cualidades morales e intelectuales, únicamente los sentimientos se expresan. Pero la apariencia física es importante: si los chicos malos, Willoughby, Wickham, Crawford, en particular, tienen encanto, los contendientes serios, el señor Darcy, el señor Knightley, el capitán Wentworth, tienen una fuerte y noble presencia. Y si nos sonrojamos, si perdemos el semblante, si los ojos brillan y a veces se cruzan con intensidad, solo los  corazones se expresan en las palabras intercambiadas, a lo largo del callejón silencioso donde los personajes están aislados con mayor frecuencia para confesar sus sentimientos tiernos y formular su compromiso, lejos de oídos indiscretos.
El amor crece muy gradualmente, incluso insensiblemente. Entonces, cuando Elizabeth le pregunta cómo pudo enamorarse de ella, Darcy usa la imagen del camino: «Hace mucho tiempo. Ya estaba a mitad de camino antes de darme cuenta de que ya me había comprometido». O como ella misma le dijo a Jane: «Ha sido tan gradual que apenas sé cuándo comenzó». Edward Ferrars no le dice nada más a Elinor, cuando Lucy Steele le ha devuelto su palabra y viene a pedirle la mano: «Estaba consciente de que te admiro, pero estaba convencida de que era solo amistad; y no entendí cuán lejos llegué hasta que comencé a hacer comparaciones entre Lucy y usted». La narradora se rehúsa incluso a especificar el tiempo que le llevó a Edmund Bertram dejar de pensar en Mary Crawford y «estar tan ansioso por casarse con Fanny como pudiera desear», diciendo que «tomó exactamente el tiempo que tomó, y no una semana menos».
El amor supera las pruebas y resiste el tiempo. En general, la trama se extiende durante al menos un año o más; la novelista deja así todo el tiempo necesario para que cada una de sus heroínas descubra y evalúe las cualidades de su futuro esposo.143 Porque en el mundo de Jane Austen, el amor verdadero siempre tiene una base razonable, incluso racional, como dice Elizabeth con humor, analizando lo que hizo que Darcy se enamorara de ella: «El hecho es que la cortesía, la deferencia, las atenciones te cansaban. Esas mujeres cuyas palabras, miradas e ideas eran solo para su aprobación, eran repugnantes para ustedes. Te desperté, te interesé, porque era muy diferente de ellos. Si no fueras realmente amable, me hubieras odiado por eso; pero [...] muy dentro de ti, sentías el más profundo desprecio por los jóvenes que te cortejaron tan diligentemente. Listo. Te evité el problema de explicártelo; y finalmente, considerando todo, empiezo a pensar que todo esto es perfectamente razonable. Por supuesto, no sabías nada realmente bueno de mí ... pero eso no nos importó cuando nos enamoramos». A pesar de su tendencia a la burla, Elizabeth, a diferencia de Caroline Bingley, siempre ha sido sincera, y un hombre que «siempre ha tenido el disimul en el horror» no podía hacer nada más que apreciarlo.

#### Compatibilidad social y financiera
Jane Austen, que vive en una sociedad pragmática y mercantil, nunca falla, en aras del realismo, para señalar los medios de existencia de los que dependen la felicidad, no las comodidades materiales de sus heroínas. Si las chicas jóvenes a menudo se casan en su propia clase social con caballeros perfectos educados, tan complejos —intrincados, como diría Elizabeth Bennet— e inteligentes como propietarios o clérigos, hay muchos de ellos pocos, de hecho, que pueden ofrecer una opulencia digna de un «cuento de hadas».

#### Ingresos suficientes para vivir bien
La riqueza de los hogares jóvenes es muy variable, pero todavía se considera al menos suficiente para su felicidad personal. De hecho, la gama de ingresos presentada es muy amplia. Algunos son relativamente modestos, especialmente los de clérigos. Elinor Dashwood y Edward Ferrars tienen 350 £ en ingresos anuales: el interés de sus respectivos activos y la vida (£ 200 £) del rédito de Delaford, que es un poco más que James Austen y Anne Mathiew cuando se casaron en 1792, y son lo suficientemente razonables para admitir que es insuficiente para vivir cómodamente; esperarán sabiamente para casarse y la rica señora Ferrars, después de que su hijo haya hecho las paces, condescenderá para desbloquear 250 £ adicionales; Edmund Bertram y Fanny comienzan su vida con alrededor de  750 £, y luego regresan un año después para tomar los réditos de Mansfield, que les da casi 1,000 £.
Jane Austen le ofrecerá a sus otras heroínas maridos económicamente más ricos. Gracias a las recompensas por capturas de un barco enemigo, el capitán Wentworth se hizo con una fortuna personal de 25,000 £, que le reportaron un ingreso anual de 1,250 £; la propiedad de Delaford aporta 2,000 £ al coronel Brandon; Henry Tilney, incluso desheredado por su padre, tiene los ingresos de «independencia y consuelo» de su parte y la «fortuna muy considerable» heredada de su madre, a la que se suman los intereses (120 a 150 £) de la dote de Catherine (3,000 £). Los otros tienen ingresos muy cómodos: el capital de Charles Bingley le aporta alrededor de 4,000 £ al año, y le permitirán más adelante comprar una propiedad; no está claro cuánto le reporta el dominio de Donwell Abbey al Sr. Knightley, pero Emma posee  30,000 £; Darcy, con 10.000 £ anuales de Pemberley, es el único que tiene ingresos verdaderamente excepcionales.

#### Un cambio de estado
Los casos de Elizabeth Bennet, Fanny Price y Anne Elliot son un tanto inusuales, ya que su matrimonio los lleva a un círculo social diferente al de su círculo original. El matrimonio de Elizabeth es el matrimonio más romántico y el menos realista, con, además, aspectos paradójicos, el único que está cerca de un cuento de hadas. Esta unión altera los códigos sociales y al mismo tiempo «refuerza las convenciones de la comedia sentimental». En algunos aspectos, es bastante convencional ya que Elizabeth se asegura su seguridad financiera y ascenso social, pero rompe las reglas de la sociedad tradicional, lo que le da un aspecto ligeramente subversivo: Elizabeth, sin abandonar realmente su clase social, se casa bien por encima de su condición y muestra una gran independencia mental, mientras que Darcy elige seguir sus sentimientos en lugar de los principios que rigen su mundo, y acepta «derogar» aliándose con grandes comerciantes, lo que la nobleza tradicional puede considerar como una degradación, una «contaminación». Isabelle Ballester,  plantea con acierto la cuestión de la aceptación de Elizabeth por parte de la alta sociedad londinense. Lady Catherine no exagera cuando la amenaza con el ostracismo social y el desprecio, ya que una alianza de este tipo nunca fue vista favorablemente, incluso si la futura esposa tenía una buena dote.
Fanny Price proviene de la capa más baja de la clase media, de una familia al borde de la pobreza, pero ella se equipara completamente a la educación y los valores del entorno opulento en el que se trasplanta y, por su comportamiento, se muestra la digna heredera. Anne Elliot hizo un matrimonio desigual, ya que no se casa con un terrateniente, sino un «nuevo rico» que hizo fortuna a través de conseguir recompensas de dinero, esta fortuna, sin embargo, le permitió ser considerado con cierto respeto en la sociedad elegante de Bath; pero también se ha elevado al mérito en esta sociedad gracias a su gran valor personal y, en un mundo cambiante —saliendo de las guerras napoleónicas—, representa el futuro. Además, al casarse con Wentworth, Anne se ve menos afectada por la «desproporción en su fortuna» que por «la conciencia de no tener en su familia personas a las que un hombre inteligente pueda apreciar la compañía.»

#### Endogamia
El matrimonio entre primos era una práctica bastante común, un ejemplo en la propia familia de Jane Austen, ya que su hermano Henry se casó en 1797 con su prima primogénita Eliza de Feuillide, una viuda bonita de diez años mayor. Pero en su trabajo ella presenta solo dos matrimonios endogámicos en el sentido más estricto: en Persuasión la de Henrietta Musgrove con su primo —y compañero de infancia— Charles Hayter y en Mansfield Park la de Edmund Bertram quien, después de haber tenido largamente considerada y amada como una hermana, termina casándose con su prima hermana Fanny Price. Si bien este tipo de uniones parecen satisfacer el interés de las familias más ricas y las expectativas de la sociedad, sus otros héroes se están alejando de ellas. Darcy no tiene la intención de casarse con su prima hermana, la señorita de Bourgh; Elizabeth Bennet rechaza a Collins, el heredero de Longbourn, ya que Anne Elliot rechaza la tentación de convertirse en la nueva Lady Elliot al casarse con Walter Elliot, su primo y heredero de Kellynch Hall: los héroes de Austen tienen suficiente fuerza de carácter para resistir este esquema racional y demostrar autonomía.
Pero como las relaciones sociales están limitadas tanto por la distancia como por el estatus social de las personas frecuentes, los personajes de las novelas de Jane Austen, dado su estilo y sus condiciones de vida, encuentran necesariamente a su cónyuge en un círculo humano. geográficamente extremadamente limitado, y sus relaciones a menudo comienzan en modo de la amistad fraternal; Emma Woodhouse se casa con el amigo atento que la vio crecer, el señor Knightley, el hermano mayor del esposo de su hermana; Elinor Dashwood se enamora del hermano mayor de Fanny, la esposa de John Dashwood, su medio hermano, a quien conoce cuando va a ver a su hermana después de establecerse en Norland; Catherine Morland es presentada a Henry Tilney a su llegada a Bath por Mr. King, maestro de ceremonias de Lower Rooms, y pronto la trata con la misma ironía afectuosa que su hermana Eleanor; Jane y Elizabeth Bennet se casan con dos amigos que llegaron por casualidad a establecerse en su área para la temporada de caza. Es cierto que los matrimonios de Anne Elliot y Louisa Musgrove son exógamos, ya que se casan con marineros, sin lazos terrenales o conexiones en la aristocracia local, la primera se encontró a Frederick  Wentworth en 1806, durante el tiempo en que, recién promovido al rango de comandante «después de las batallas de Santo Domingo», se alojó, inactivo, con su hermano Eduardo, párroco de Monkford, a la espera de que se le confiara un barco, y Louisa se compromete con James Benwick, que ella veía diariamente muy cerca en la pequeña casa de Harville en Lyme Regis, durante sus semanas de convalecencia.

### Enfoque de ángulos y resultados
El ángulo de acercamiento es diferente según las novelas. Su matrimonio puede considerarse una «recompensa» para las heroínas al final de su prueba, aunque algunos críticos consideran que Elinor Dashwood y Edward Ferrars son decepcionantes, y consideran que Marianne con el coronel Brandon es un castigo, o incluso un sacrificio, al orden social: su enfermedad la ha domesticado y la amistosa presión familiar la persuade para que sea la «recompensa» por todas las cualidades y tristezas del coronel. Y el de Jane Bennet y Charles Bingley está empañado por la sensación de pasividad ante la prueba de la separación.

#### Cumplimiento personal
Pero lo que es esencial para las heroínas es su realización personal, a falta de una consideración ambiciosa. Así es como Elizabeth Bennet rechaza la propuesta de matrimonio del ridículo Collins, porque sabe que no puede hacerla feliz, ni puede ser feliz con una mujer como ella, mientras trata de explicarle:«No podrías hacerme feliz, y estoy convencida de que soy la última mujer en el mundo que lo haría», sino también rechaza la primera declaración insultante de Darcy. Del mismo modo, Fanny Price rechaza a Henry Crawford que «no puede amar lo suficiente como para casarse con él» porque «está profundamente convencida de que no estaría contenta con él», 164 y Anne Elliot se niega a ser persuadida para casarse con Charles Musgrove, que no podía rivalizar con el recuerdo que tenía de Frederick Wentworth. 165.
Es Elizabeth quien expresa más claramente la noción de su integridad y lo que espera del matrimonio, durante la conversación con Lady Catherine, donde se niega firmemente a rechazar a Darcy si él le pide su mano, decidido a actuar en nombre de ella, una forma que asegure su felicidad, de acuerdo con su visión, y sin consultar a personas que no tienen absolutamente ninguna conexión con ella: «Solo estoy decidido a actuar de esa manera que, en mi opinión, constituirá mi felicidad, sin referencia a usted, o a cualquier persona totalmente desconectada de mí»

#### Segunda oportunidad
Es una suerte que Darcy, una vez que su orgullo es derrotado, le ofrezca a Elizabeth Bennet, ya que él la ama lo suficiente como para renovar su demanda cuando está casi seguro de que esta vez ella no lo rechazará, porque, le dice: «te conocía lo suficientemente bien como para estar seguro de que si estabas absolutamente e irrevocablemente decidida a rechazarme, lo habrías admitido ante Lady Catherine, francamente y sin nada más»; también es de Jane, con quien Bingley, que nunca la ha olvidado, se complace en renovar, con el «permiso» de Darcy; y es, en otro nivel, el de la joven Harriet Smith que rechazó a Robert Martin, por primera vez, bajo la influencia de Emma, pero lo acepta cuando renueva su petición, porque, mujer de corazón tierno, ella «es incapaz de resistir por mucho tiempo a un joven que le dice que la ama»
Pero es sobre todo el de Anne Elliot y Frederick Wentworth. A la edad de diecinueve años, Anne Elliot se dejó persuadir, con el corazón roto, de romper su compromiso con el capitán Wentworth, que no estaba seguro de hacer una fortuna, y casi la pierde por orgullo, como él confesó, esta ruptura lo humilló y su orgullo herido le impidió volver a conectarse con ella después de sus primeros éxitos, porque estaba «orgulloso, demasiado orgulloso para renovar [su] solicitud». Si bien tuvo un brillante éxito en su carrera, resucitó su resentimiento, languideció en Kellynch Hall y perdió la frescura de la juventud en una triste vida de frustración y renuncia. Se sorprende cuando regresa después de ocho años y ver que Anne no se ha casado y enterarse de que incluso se ha negado a una buena fiesta, parece ignorarla, «encontrándola tan cambiada que casi no la reconoció», y todavía lo siente. Él aparece imprudentemente con Louisa Musgrove con quien todos esperan verlo casarse. Y cuando el compromiso de Louisa con el capitán Benwick lo libera, es para ver al Sr. Elliot cortejar a Anne. Si el accidente en Lyme Regis la obligó a pensar, comparando el comportamiento de Louisa y Anne, finalmente olvida su resentimiento en su renovada admiración por esta última, su reconciliación final en la posada de White Hart es el resultado de la larga conversación de Anne con el capitán Harville sobre la lealtad comparativa de hombres y mujeres, lo que le permite finalmente entender la verdadera personalidad de Anne. Admitiendo que es superior a él tanto en espíritu como en mérito, renueva su petición, en una carta escrita apresuradamente y transmitida discretamente: «No me diga que es demasiado tarde, que tales preciosos sentimientos han desaparecido para siempre. Renuevo mi oferta, con un corazón que le pertenece quizás incluso más que cuando casi lo rompió hace ocho años y medio».

#### Segundo sentimiento
En las novelas sentimentales de la época, la idea de que uno puede amar muchas veces es repelido con indignación, el primer amor era considerado por los lectores románticos como siempre vivo, más allá del abandono o la muerte. Marianne Dashwood, además, «no aprueba los segundos apegos [...] o más bien considera que no pueden existir», opinión que su hermana desdeñablemente califica como «todo romántico», especialmente porque son chicas de un hombre que han tenido un segundo enamoramiento. Sin embargo, son bastante comunes en las novelas de Jane Austen.
Elizabeth Bennet comenzó con una sensación de simpatía inmediata por el apuesto Wickham, y no podía entonces ser descartado porque  estaba siendo cortejada por el coronel Fitzwilliam, antes de que poco a poco sintiera «gratitud y estima» y la admiración y afecto por Darcy; Marianne Dashwood ella misma imprudente y apasionada amó al apuesto Willoughby antes de convertirse con «el paso del tiempo, dedicada a su marido», y Luisa Musgrove, que admira la Marina, se une al capitán Benwick después de su accidente en Lyme Regis, «después de ser sensible a los méritos del capitán Wentworth».
Este es también el caso de varios personajes masculinos. En Sense and Sensibility especialmente, además de Henry Dashwood, cuyo segundo matrimonio fue feliz, está Edward Ferrars, que a los 20 años sintió una inclinación tonta y inactiva por Lucy Steele, la sobrina de su preceptor, antes de conocer a Elinor Dashwood; y el coronel Brandon, que se enamoró de Marianne en su mediana edad, que, cuando era muy joven, amaba a su prima Eliza hasta el punto de pensar en huir a Escocia con ella. En Mansfield Park, Edmund Bertram se ha sentido atraído por la seductora pero cínica Mary Crawford antes de darse cuenta de que su prima Fanny es más que una hermana suya; en Emma, el capitán Weston amaba a su primera esposa, que murió cuando su hijo Franck era muy pequeño, antes de volver a casarse tarde, y solo después de reconstruir su fortuna, con la «simple y razonable» señorita Taylor, y la joven Harriet Smith cayó sucesivamente en el amor con el nuevo pastor, el señor Elton, entonces el dueño de Donwell Abbey, Sr. Knigthley, que se mostró tan caballeroso, antes de reunirse con prudencia a los tiernos sentimientos de este último, Robert Martin. En Persuasión, por último, si Charles Musgrove se volvió tan fácilmente a María Elliot, era porque hacía algún tiempo previamente había sido rechazado por su hermana, Anne Elliot, cuyo corazón no podía olvidar a Frederick Wentworth, mientras que el sentimental e inconstante James Benwick, que tenía «tierno corazón» y la necesidad de amar a alguien, se consoló por la muerte de su prometida, Fanny Harville, con Louisa Musgrove.

#### Resultado
Al casarse, una joven promete fidelidad y obediencia al hombre, al que abandona su identidad legal y toda la fortuna que posee, independientemente de la cantidad, a cambio del estatus respetable de una mujer casada. Jane Austen, sin embargo, no duda en enfrentar la ira de los moralistas apegados a la concepción tradicional del matrimonio, la alianza entre dos familias, y sugiere en cambio dejar que los jóvenes escuchen sus corazones, según, dice el último capítulo de Persuasión: «Es bastante seguro que se casarán si muestran perseverancia». Ella había declarado previamente en la conclusión de Northanger Abbey que una interferencia injusta, forzando a los amantes a conocerse mejor y reforzar su vínculo mutuo, favorece su unión, y que esta novela «tiende a recompoensar la desobediencia filial».
Sus heroínas ciertamente no se convertirán en esposas sumisas y silenciosas, y sus esposos ciertamente no esperan eso de ellas. Por el contrario, cuando se casan al final de la novela, los protagonistas han aprendido a amarse, a valorarse mutuamente, a sentir una confianza recíproca, en una relación de interdependencia e igualdad.Jane Austen dice que su matrimonio será feliz, pero abandonándolos en el umbral de su vida conyugal, tiene cuidado de no especificar cómo funcionará a diario.
Sin embargo, todos estos matrimonios conducen, al final del viaje espacial y psicológico de las heroínas, a inventar un «vivir juntos» en una familia mezclada, 185, una nueva comunidad más acorde con su idea de felicidad: existe eso que se crea en Dorset alrededor de Brandon y Ferrars entre la mansión y el presbiterio cerca de Delaford; el que se forma en Derbyshire alrededor de Pemberley entre Darcy y Bingley, que viven a menos de treinta millas el uno del otro, al cual los Gardiner son «íntimamente» invitados a participar. La pareja de Fanny y Edmund Bertram refuerza los lazos del clan de la familia Mansfield Park, Catherine se une a Henry Tilney en la hermosa rectoría de Woodston en Gloucestershire. El matrimonio de Emma con el Sr. Knightley refuerza su comunidad, ya que la joven no solo se casa con su cuñado, sino que no deja su hogar en Surrey, su esposo acepta vivir en Hartfield mientras el Sr. Woodhouse está vivo. En todos los casos, la calidad y la profundidad de la unión de los principales protagonistas se ve reforzada por la amistad que los une a otros miembros de su comunidad. 186. En todos los casos, una pequeña comunidad vive en el marco protegido de la propiedad tradicional de la tierra, excepto en Persuasión: Anne Elliot es la única que, al unirse (en 1815) a Frederic Wentworth, se casa con un hombre sin anclaje en la tierra y abandona a la aristocracia terrateniente, su clase social de origen enganchada al pasado y esclerótica, pero, al unir fuerzas con un miembro de la meritocracia naval, ella también puede unirse a una cálida comunidad, el mundo de los marineros cuya nobleza y sencillez ha descubierto, y que se convierte en su familia de corazón.

### Novelas
- «Jane Austen Electronic Texts». The Republic of Pemberley.  (recherche personnalisée possible par mots-clés dans les six romans)